# Михайловський Ігор Михайлович
Михайловський Ігор Михайлович (6 грудня 1939, Житомир — 17 листопада 2021) — український фізик, доктор фізико-математичних наук (1986), професор (1996), провідний науковий співробітник Харківського фізико-технічного інституту НАН України, один із провідних у світі вчених у галузі польової емісії, мікроскопії, фізики твердого тіла та радіаційного матеріалознавства. Лауреат премії міжгалузевого конкурсу Державного комітету по використанню атомної энергії в СРСР.

## Біографія
Народився 06 грудня 1939 року в місті Житомирі, Україна (колишній СРСР). У перші дні Другої світової війни він опинився на крайньому західному кордоні колишнього СРСР. Потім разом з матір'ю і братом був евакуйований до Саратова. На той час його батько, будучи офіцером, брав участь у боях.
Після війни родина Ігоря Михайловського переїхала до Одеси, де він закінчив середню школу, а в 1961 році — фізичний факультет Одеського державного університету. Після закінчення аспірантури в 1963 році Ігор Михайловський почав працювати у Фізико-технічному інституті АН УРСР (нині Національний науковий центр "Харківський фізико-технічний інститут" НАН України) в лабораторії кристалофізики. У 16 липня 1969 році захистив кандидатську дисертацію за спеціальністю "Фізика твердого тіла". 20 жовтня 1981 — старший науковий співробітник. 21 лютого 1986 р. І. Михайловському присуджено науковий ступінь доктора фізико-математични наук. 21 березня 1997 — професор.
Помер 17 листопада 2021 року.

## Родина
Батько — Михайловський Михаїл Михайлович
Мати — Михайловська Марія Маріянівна
У шлюбі з Михайловською Тетяною Савеліївною (до шлюбу Козмазовська) з 31.10.1961 р.
Діти — Андрій, Олена.

## Наукова діяльність
Основні напрями наукових досліджень:
- атомна структура дефектів будови твердих тіл;
- теоретичні аспекти фізики твердого тіла;
- міцність нанорозмірних і низькорозмірних систем і об'єктів;
- структура радіаційних дефектів та радіаційне матеріаловедення;
- модифікування поверхні металів і сплавів у сильних електричних полях;
- автоемісійна мікроскопія аморфних сплавів
- фізика міцності та пластичності мікрокристалів і польова емісійна електроніка.

За час наукової діяльності розробив:
- метод низькотемпературної польової іонної мікроскопії і мас аналізу;
- створив новий напрямок у фізиці поверхонь поділу в оберненому просторі в наближенні парних потенціалів;
- створив метод високороздільного атомного зондування надпровідних матеріалів та важкотопких металів і сплавів;
- створення комплексу високопольових технологій виготовлення мікрохірургічних інструментів нового покоління, польових емітерів і мікрозондів для скануючих тунельних мікроскопів;
- розробив високопольові технології створення та діагностики лінійних вуглецевих кластерів;
- створив надвисокороздільну польову електронну мікроскопію та отримав перші у світовій практиці фотографії атомів у реальному просторі;
- розробив декілька способів виготовлення та надточного (до атомних ланцюгів) заточування мікрохірургічних вольфрамових інструменів, що широко використовуються в офтальмології, стоматології та інших мікрохірургічних втручаннях

Дані розробки підтверждено низкою патентів. База патентів України
Royal Society of Chemistry (UK) визначили фотографію атома як одну з найвидатніших подій у хімії. За результатами опитування Соціальної мережі «Українськи науковці у світі» робота колективу фізиків Харківського фізико-технологічного інституту, у результаті якої було одержане зображення атомних орбіталей посіла перше місце в рейтингу найвидатніших подій в українській освіті та науці у 2009 році. Одержані зображення атомних орбіталей включені до програм  провідних коледжів  та вищих шкіл США та в підручники з загального курсу хімії і фізики.
Автор 5 монографій та 255 наукових статей і 30 патентів.
Загальний стаж роботи - 55 років.
Ігор Михайловський був талановитим вченим і педагогом. Під його керівництвом захищено 10 кандидатських та 3 докторські дисертації.

### Публікації в міжнародних виданнях
- Physical Review B
- Scientific American
- Inside Science
- Фотографія атома в Research Gate
- Semantic Scholar
- Science

## Нагороди
За свою наукову діяльність відзначений медаллю «За доблесну працю» та першою премією Мінсредмашу СРСР за кращу роботу з фізики радіаційних пошкоджень.

## Експеримент з фотографією атома
В кінці 2000-х років на базі Харківського фізико-технічного інституту група фізиків під керівництвом проф. І. Михайловського працювала над експериментом з фотографією атома. Команда використовувала польовий автоелектронний мікроскоп (Електронний проєктор). Він має скромну роздільну здатність, проте групі вдалося вперше ідеально навести на різкість цей мікроскоп та використати його теоретичну межу роздільної здатності. Таким чином у вересні 2009 року були отримані портрети атомів з небаченим фантастичним збільшенням — в десятки мільйонів разів. Справа в тому, що роздільна здатність цього мікроскопа у високій мірі залежить від «гостроти» катода. В даному випадку — це одновимірна вуглецева нитка (тобто вертикальна послідовність декількох десятків атомів вуглецю). Один кінець нитки закріплений на катоді, а інший залишається вільним.
Суть методу полягає в тому, що зразок розміщується на підкладці в умовах високого вакууму та низької температури. При цьому навколо електрода створюється електричне поле максимальної напруженості, про яку взагалі може йти мова в рамках фізики твердого тіла. Під дією напруги останній атом у ланцюгу починав випромінювати електрони на зовнішній екран, покритий фосфором. У результаті вдалося отримати зображення, де видно області знаходження окремих електронів атомного ядра.

### Вклад в нанотехнології
Карбонова нитка була отримана в процесі інститутських розробок з виготовлення одновимірних вуглецевих ниток. Розрахунки показують, що міцність таких ниток перевищує все, що було відомо дотепер. Наприклад, енергія вуглецевого зв'язку в одновимірному ланцюжку виявляється більшою, ніж в алмазі. Це найміцніший зв'язок, який відомий фізикам. Наша цивілізація зараз активно освоює нанотехнології, а вершиною цього процесу буде використання одноатомних ниток. Це є неначе «скелет» всього майбутнього нановиробництва.

## Вшанування пам'яті
В музеї науки в Києві встановлена окрема експозиція, яка присвячена першій в світі фотографії атома 